# Lệ Thủy
Lệ Thủy is een district in de Vietnamese provincie Quang Binh in Centraal-Vietnam.
Het district heeft een oppervlakte van 1420,52 km² en telt 140.804 inwoners (1998).
- Steden in het district: Kien Giang, Nong Truong Le Ninh.

- Gemeentes in het district: Hồng Thuỷ, Ngư Hoà, Ngư Thuỷ, Thanh Thuỷ, Lộc Thuỷ, Hoa Thuỷ, Cam Thuỷ, Liên Thuỷ, Phong Thuỷ, An Thuỷ, Sơn Thuỷ, Ngân Thuỷ, Hải Thuỷ, Hưng Thuỷ, Tân Thuỷ, Xuân Thuỷ, Dương Thuỷ, Mai Thuỷ, Phú Thuỷ, Mỹ Thuỷ, Sen Thuỷ, Trường Thuỷ, Văn Thuỷ, Kim Thuỷ, Thái Thuỷ.